# Aracnodactilia
La aracnodactilia (dedos de araña) es una anomalía orgánica por la cual los dedos de las manos y pies son anormalmente largos y delgados, asemejándose a las patas de una araña. Esta alteración se puede presentar desde el nacimiento o desarrollarse posteriormente.
También se han presentado casos en los que todos o algunos dedos pueden estar doblados hacia atrás 180 grados.   

## Etiología
Esta dolencia puede ocurrir de manera aislada, sin estar relacionada con ningún tipo de problema de salud. Sin embargo, la aracnodactilia puede ser la señal de enfermedades subyacentes como el síndrome de Marfan, el síndrome de Ehlers-Danlos o la homocistinuria.
La aracnodactilia ha sido vinculada con mutaciones en los genes fibrilina-1 y fibrilina-2 que codifican para la síntesis de la fibrilina.
Puede haber otras causas para la aracnodactilia, además de las mencionadas. La posibilidad de incidencia de las mismas no está determinada por el orden en que éstas se presentan. Entre las causas de esta alteración hay enfermedades y medicamentos poco comunes. Además, las causas pueden variar según la edad y el sexo de la persona y las características específicas de la afectación, tales como calidad, duración y enfermedades asociadas.